# Марлісон
Марлісон Консейсау Олівейра або просто Марлісон (порт.-браз. Marlyson Conceição Oliveira / Marlyson, нар. 17 грудня 1997, Розаріу, Мараньян, Бразилія) — бразильський футболіст, нападник клубу «Фігейренсе».

## Життєпис

### Ранні роки
Народився в місті Розаріу, штат Мараньян. Вихованець клубів «Ітапекуренсе» та «Жоінвіль». Дорослу футбольну кар'єру розпочав 2017 року в «Жоінвілі», у футболці якого дебютував 2 лютого 2017 року в нічийному (0:0) виїзному поєдинку 2-го туру Ліги Катаріненсе 1 проти «Фігейренсе». Марлісон вийшов на поле на 74-ій хвилині, замінивши Сіро. Дебютним голом у дорослому футболі відзначився 23 лютого 2017 року на 64-ій хвилині програного (1:4) виїзного поєдинку 7-го туру Ліги Катаріненсе 1 проти «Інтернасьйонала». Марлісон вийшов на поле на 46-ій хвилині, замінивши Сіро. Першим голом на національному рівні відзначився 9 березня 2017 року на 86-ій хвилині переможного (3:1) домашнього поєдинку кубку Бразилії проти «Гурупі». Олівейра вийшов на поле 46-ій хвилині, замінивши Лусіо Флавіо. У Серії C (третій за силою дивізіон бразильського чемпіонату) дебютував 11 липня 2017 року в нічийному (1:1) виїзному поєдинку 9-го туру проти «Можи-Міріна». Марлісон вийшов на поле на 62-ій хвилині, замінивши Рікарду Лопеша. Єдиним голом за «Жоінвіль» у Серії C відзначився 15 квітня 2018 року на 67-ій хвилині переможного (1:0) домашнього поєдинку 1-го туру проти «Іпіранги Ерешим». Олівейра вийшов на поле на 46-ій хвилині, замінивши Аліссона. За два сезони, проведені в команді, у Лізі Катаріненсе зіграв 25 матчів (4 голи), у Прімейра-Лізі — 1 поєдинок, у Серії C — 13 матчів (1 гол), у кубку Бразилії — 6 поєдинків (2 голи).

### «Понте-Прета» та оренда до «Парани»
Взимку 2019 року приєднався до «Понте-Прети». У футболці нового клубу дебютував 4 лютого 2019 року в програному (1:2) виїзному поєдинку 5-го туру Серії A1 Ліги Пауліста проти «Ред Булл Брагантіно». Марлісон вийшов на поле на 69-ій хвилині, замінивши Матеуса Олівейру. З лютого по березень 2019 року провів 5 поєдинків у Лізі Пауліста, після чого відправився в оренду до «Парани». У футболці нової команди дебютував 28 квітня 2019 року в нічийному (1:1) виїзному поєдинку 1-го туру бразильської Серії B проти «Віла-Нови». Олівейра вийшов на поле на 64-ій хвилині, замінивши Рамона, а на 88-ій хвилині відзначився своїм єдиним голом за «Парану». За команду грав рідко, провів 3 поєдинки в Серії B, в яких відзначився 1 голом.

### «Сан-Бернарду» та «Боа»
На початку 2020 року опинився в «Сан-Бернарду», у футболці якого дебютував 23 січня того ж року в переможному (1:0) поєдинку 1-го туру Серії A2 Ліги Паулісти проти «Сан-Бенту». Марлісон вийшов на поле в стартовому складі та відіграв увесь матч, а на 85-ій хвилині, реалізувавши пенальті, відзначився своїм першим голом за «Сан-Бернарду». У команді провів півроку, за цей час у Серії A2 Ліги Паулісти зіграв 17 матчів, в яких відзначився 8-ма голами.
На початку жовтня 2020 року перейшов у «Боа». Дебютував у новій команді 10 жовтня того ж року в нічийному (0:0) виїзному поєдинку 10-го туру Серії C проти «Волта-Редонди». Олівейра вийшов на поле в стартовому складі, на 14-ій хвилині отримав жовту картку, а на 57-ій хвилині його замінив Італо. Єдиним голом за «Боа» відзначився 10 листопада 2020 року на 70-ій хвилині нічийного (2:2) виїзного поєдинку 14-го туру Серії C проти «Бруске». Олівейра вийшов на поле в стартовому складі, а на 78-ій хвилині його замінив Майкон Соуза. За другу половину 2020 року зіграв 9 матчів (1 гол) у бразильській Серії C.

### «XV де Пірасікаба» та «Фігейренсе»
На початку 2021 року опинився в «XV де Пірасікаба». Дебютував за нову команду 28 лютого 2021 року в переможному (1:0) виїзному поєдинку 1-го туру Серії A2 Ліги Пауліста проти «Сертаожиньо». Марлісон вийшов на поле в стартовому складі та відіграв увесь матч, а на 90-ій хвилині, реалізувавши пенальті, відзначився ще й дебютним голом за «XV де Пірасікаба». У команді виступав до середини травня 2021 року, у 14-ти матчах Серії A2 Ліги Пауліста відзначився 3-ма голами.
Влітку 2021 року став гравцем «Фігейренсе», у футболці якого дебютував 17 липня того ж року в нічийному (0:0) домашньому поєдинку 8-го туру Серії C проти «Ботафогу» (Рібейран-Прету). Олівейра вийшов на поле на 89-ій хвилині, зхамінивши Дієго Тавареша. У липні 2021 року зіграв 2 поєдинки Серії C, в обох випадках виходив на поле наприкінці зустрічі з лави запасних.

### «Металіст 1925»
На початку серпня 2021 року відправився в однорічну оренду з правом викупу до українського клубу «Металіст 1925», де отримав футболку з 33-ім ігровим номером.
Через повномасштабне російське вторгнення в Україну орендну угоду футболіста з «Металістом 1925» було достроково припинено, і 1 квітня 2022 року Марлісон повернувся до «Фігейренсе».